# Audi 100 C3
De Audi 100 C3 is de derde generatie van de Audi 100, die in 1982 werd geïntroduceerd. Het model kwam op de markt als vierdeurs sedan. In 1983 volgden de vijfdeurs "Avant" stationwagen en de vernieuwde Audi 200.
Tijdens de ontwikkeling van de derde generatie besteedde Audi veel aandacht aan de aerodynamische eigenschappen, waardoor de Audi 100 C3 een luchtweerstandscoëfficiënt (Cw) van slechts 0,30 had en daarmee tot de meest aerodynamische productiewagens van zijn tijd behoorde. Dat leverde de wagen bij zijn lancering in 1982 meteen de titel van 'auto van het jaar' op. Het Avant-model werd een meer typische stationwagen, het hatchback-concept van het eerste Avant-model uit 1977 werd niet overgenomen in de derde generatie.
De Audi 5000 werd van 1978 tot 1989 in Noord-Amerika als naam gebruikt voor de Audi 100, daarna heette de auto er ook gewoon 100 en 200.
In Zuid-Afrika en China werd Audi 400 gebruikt als naam voor de Audi 100. Audi 500 Als naam voor de Audi 200.
De Audi 100 C3 was leverbaar in de volgende uitvoeringen:
- Audi 100 (1982–1987)
- Audi 100 CC (1982–1987)
- Audi 100 CD (1982–1987)
- Audi 100 CS (1982–1987)
- Audi 100 Ascott (?)
- Audi 100 Diesel (1982–1990)
- Audi 100 Turbo-Diesel (1982–1990)
- Audi 100 Turbo (1986–1990)
- Audi 100 2.0 (1988–1990)
- Audi 100 2.3 (1988–1990)
- Audi 100 2.4 D (1988–1991)
- Audi 100 2.5 TDI (1990)

Vanaf 1984 konden alle modellen desgewenst met de "quattro" permanente vierwielaandrijving geleverd worden. Het quattro-systeem was alleen beschikbaar in combinatie met een handgeschakelde versnellingsbak. Vanaf 1985 kreeg de Audi 100 een volledig verzinkte carrosserie, waardoor roest niet langer een probleem was.

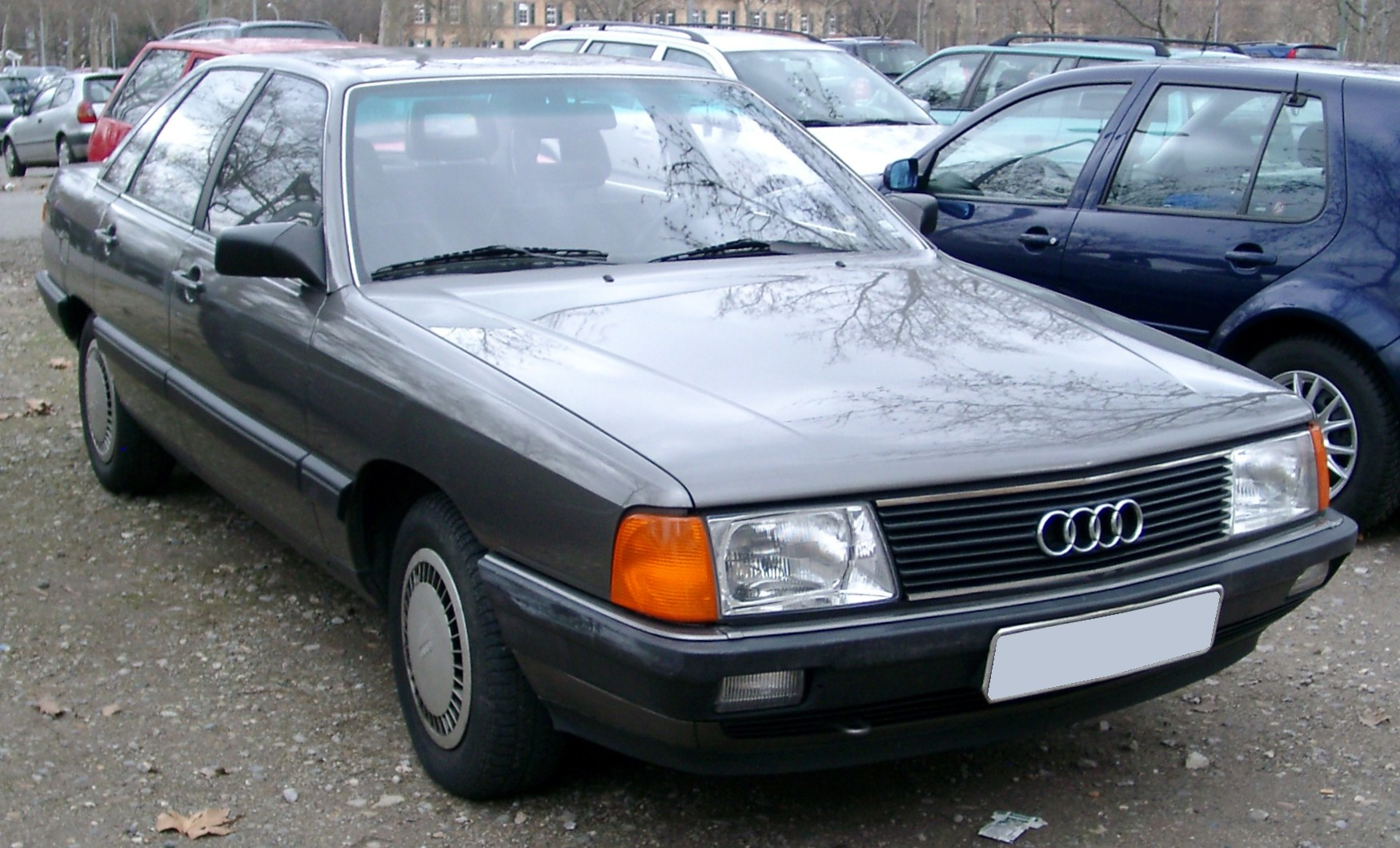
Audi 100 CC (1982–1988)
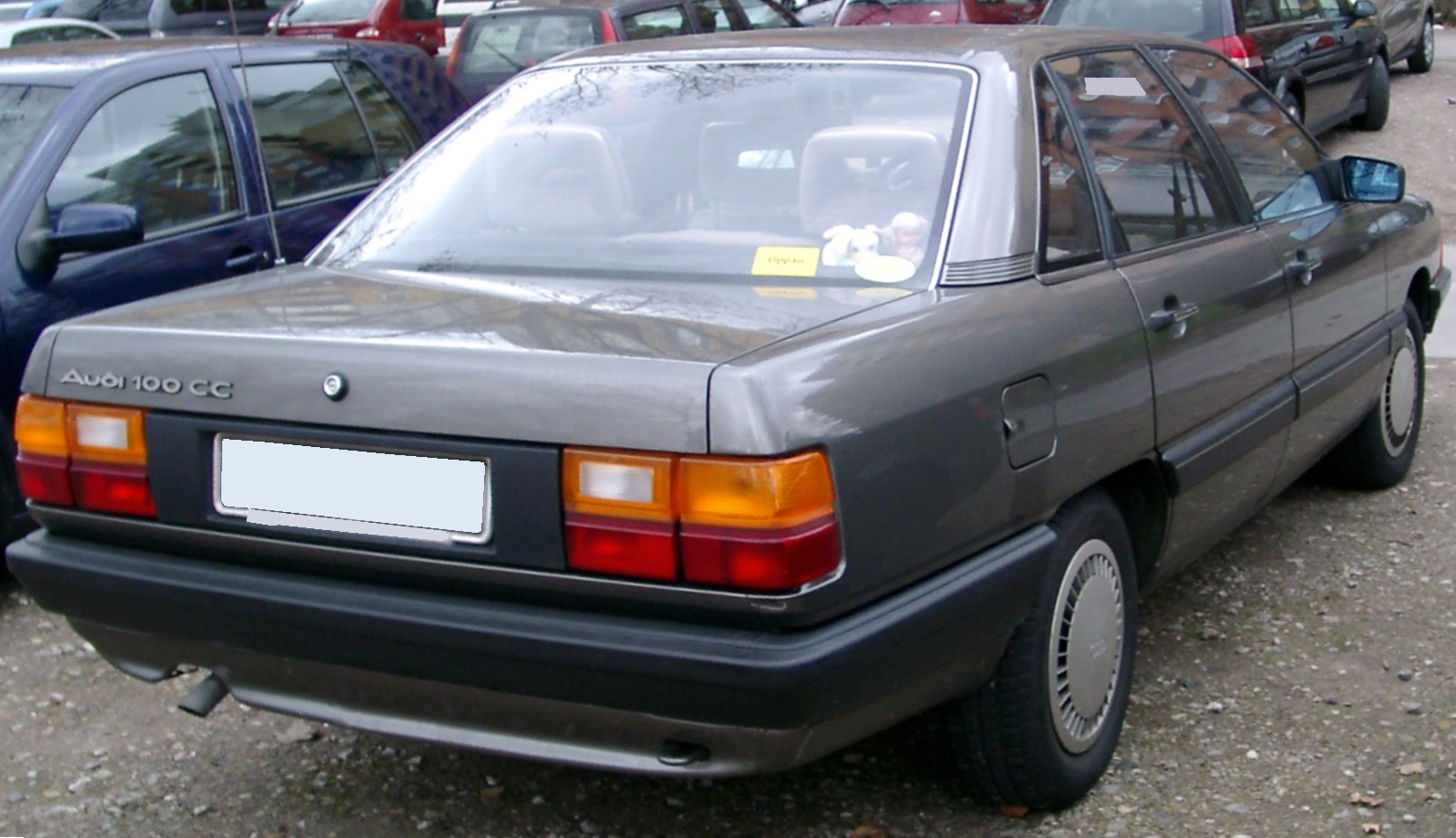
Audi 100 CC (1982–1988)
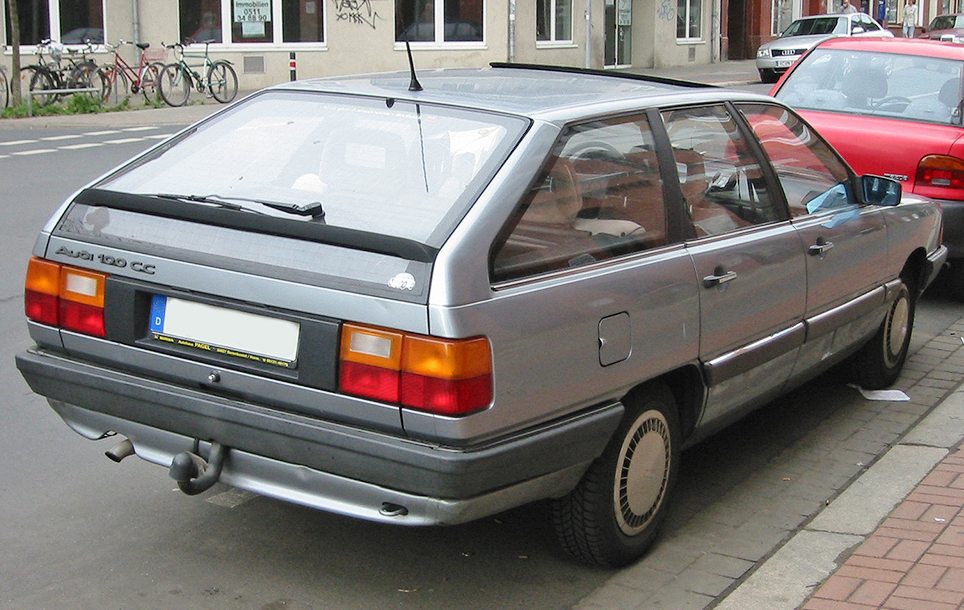
Audi 100 CC Avant (1983–1988)
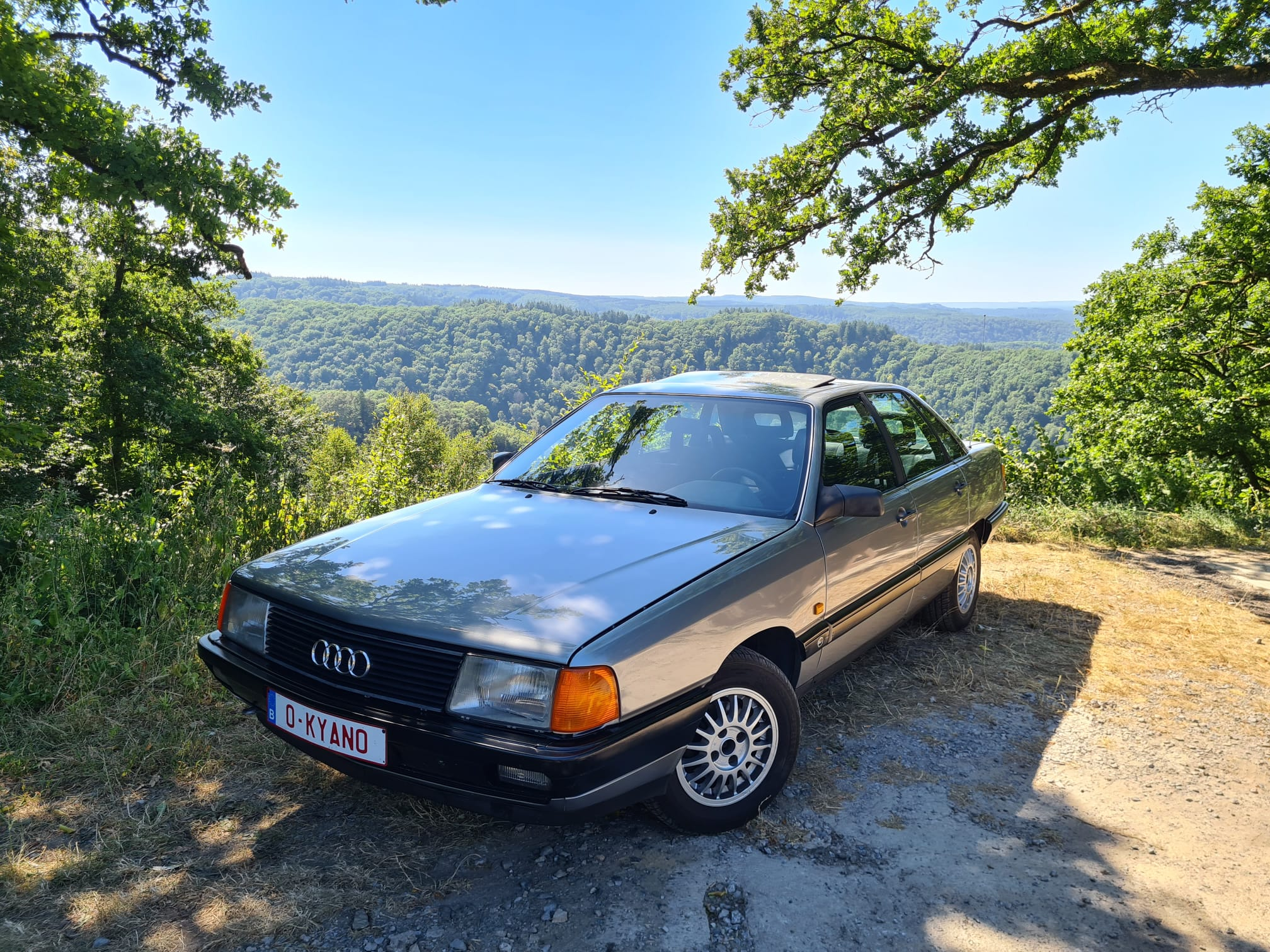
Audi 100 CS

In 1988 kregen de wagens een grote facelift.  Het interieur werd volledig vernieuwd en naast het Procon-Ten gordelspansysteem was er voortaan ook een bestuurdersairbag beschikbaar. De verschillende uitrustingsniveaus (standaard, CC, CS en CD) werden weggelaten.
De Audi 100 2.5 TDI werd in 1990 gelanceerd en was daarmee de eerste Audi met een TDI-motor. Deze dieselmotor met directe injectie had een vermogen van 120 pk en een maximumkoppel van 265 Nm bij 2250 tpm, gecombineerd met een laag brandstofverbruik. Audi wordt beschouwd als een pionier op het vlak van deze technologie.
In december 1990 werd de 100 C3 vervangen door de Audi 100 C4. De versie met de 2,4 liter dieselmotor bleef in productie tot midden 1991.

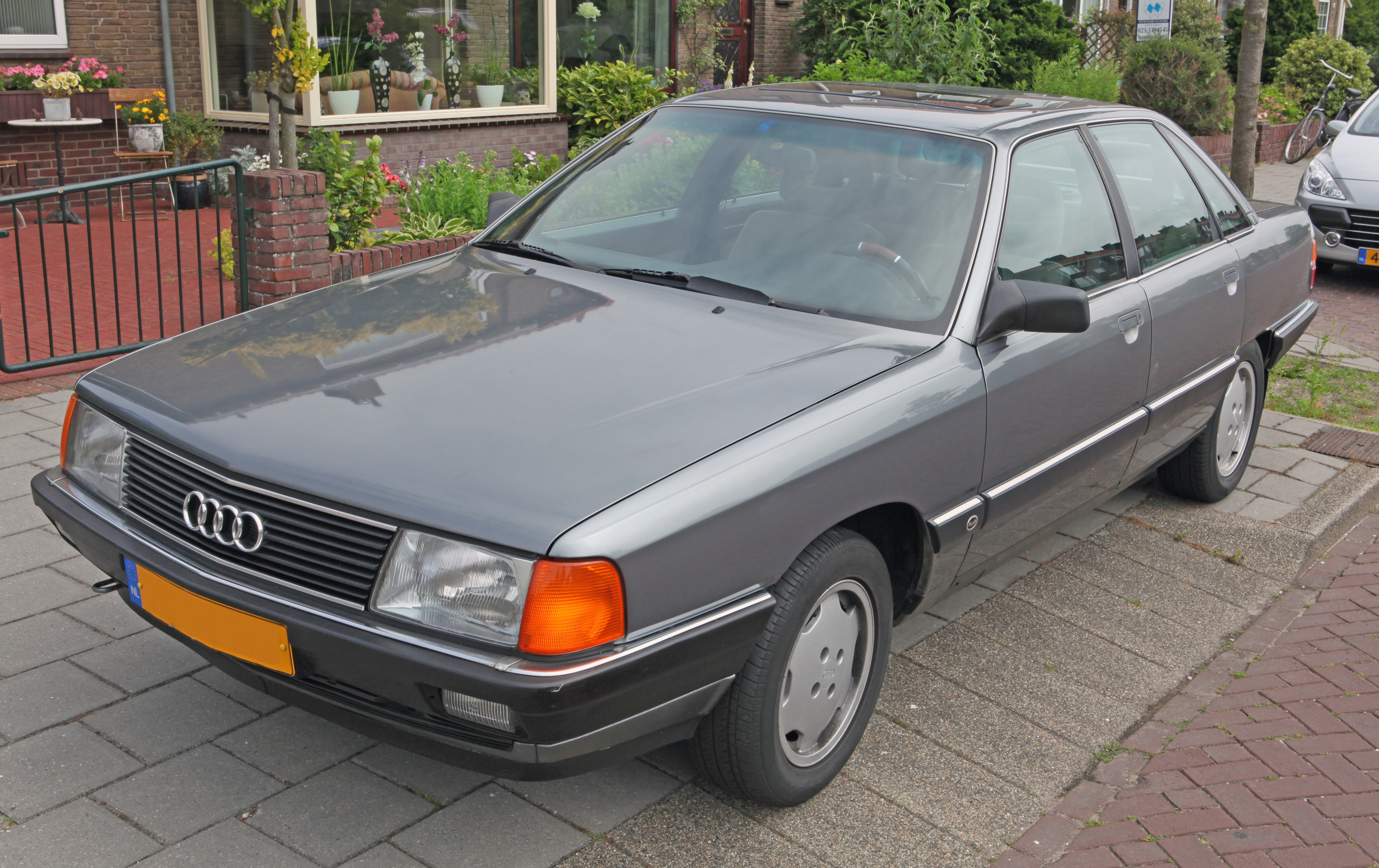
Audi 100 (1988–1991)
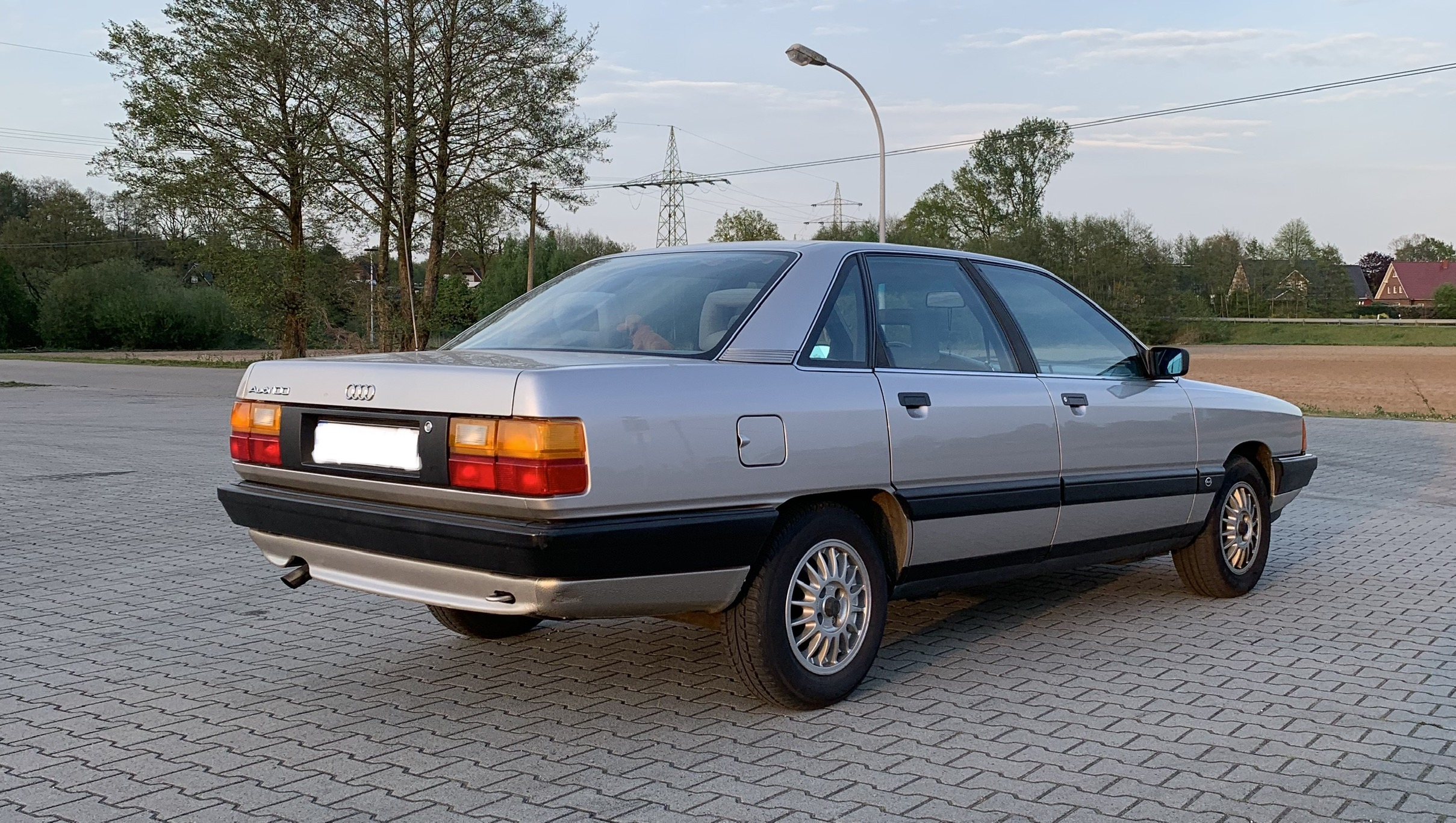
Audi 100 (1988–1991)
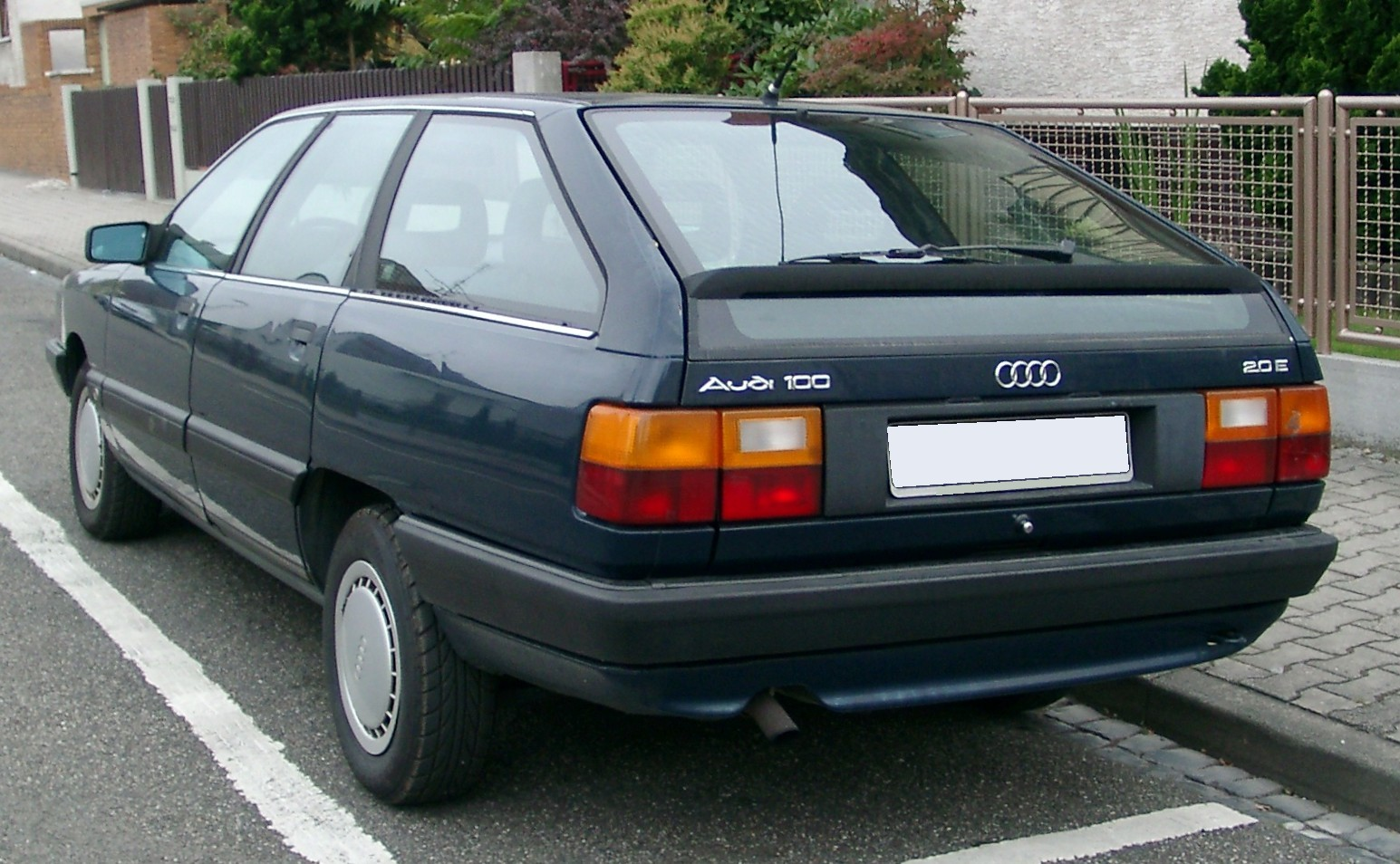
Audi 100 Avant (1988–1991)

## Audi 200 C3
In 1983 kwam de Audi 200 C3 op de markt. Deze vernieuwde Audi 200 was gebaseerd op de carrosserie en het onderstel van de 100 C3, maar kreeg krachtigere motoren en een betere uitrusting. De 200 C3 werd geproduceerd tot de zomer van 1991 en kreeg geen opvolger.

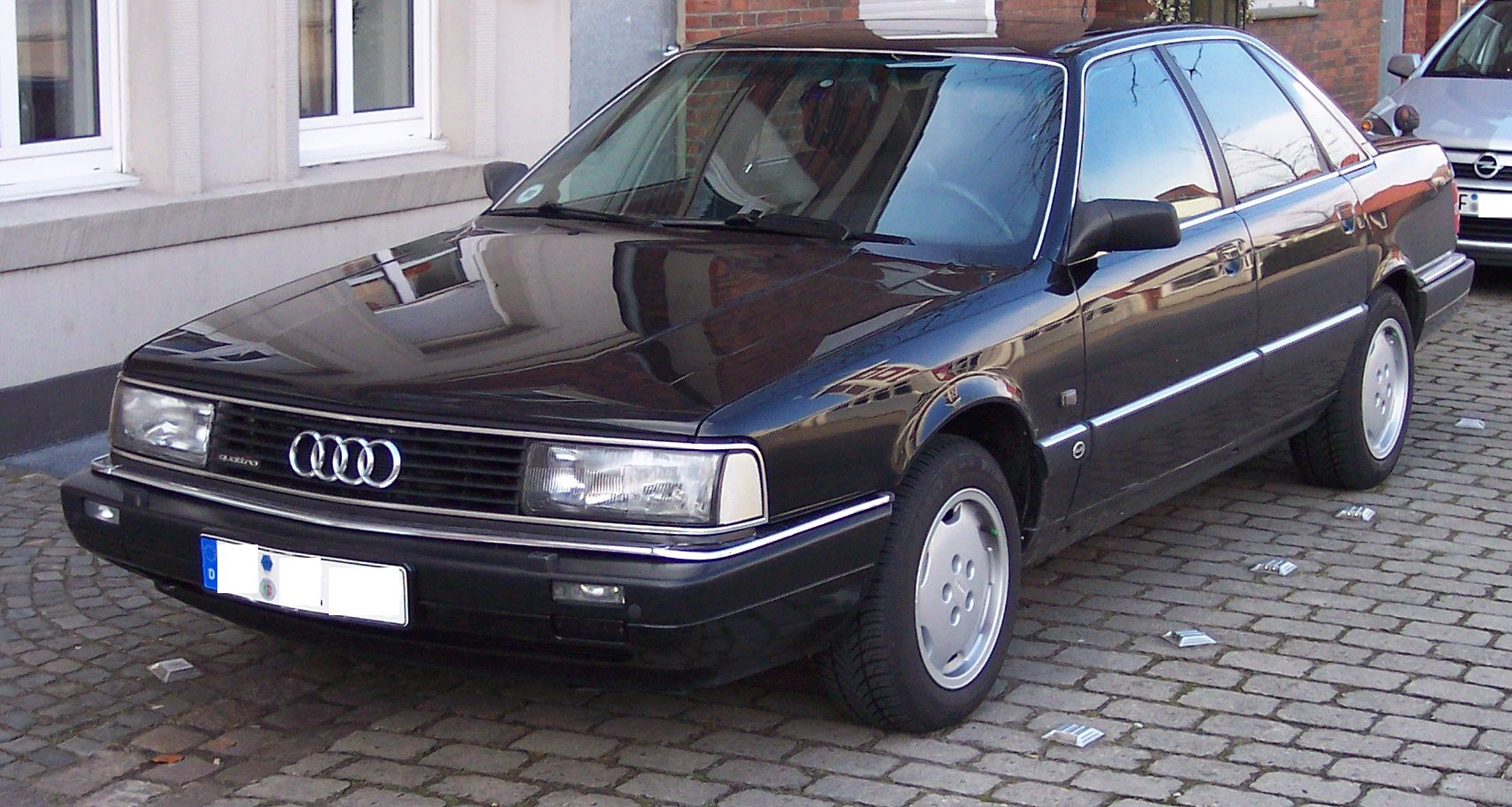
Audi 200 quattro 20V (1989–1991)
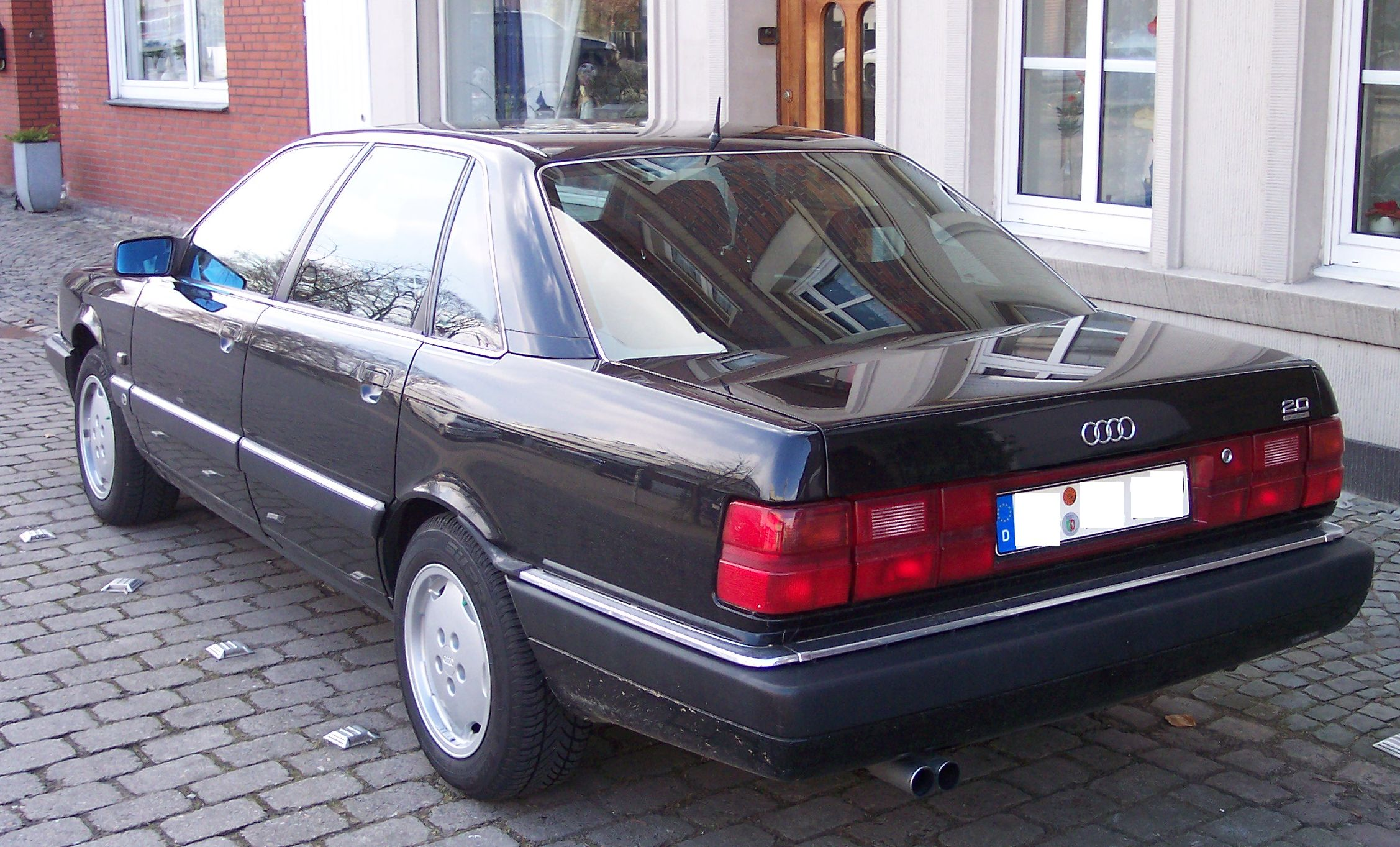
Audi 200 quattro 20V (1989–1991)
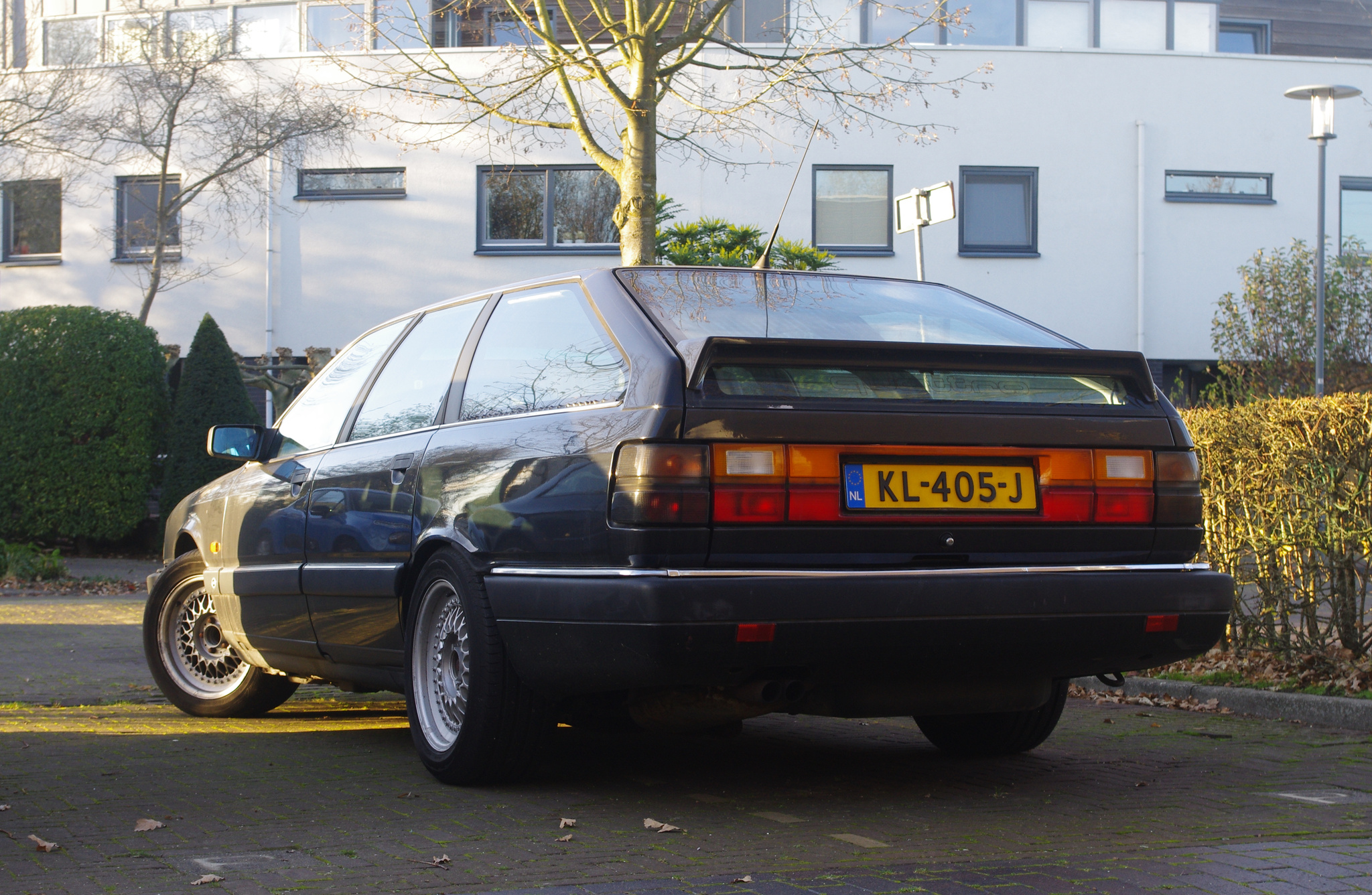
Audi 200 Avant quattro 20V (1989–1991)

## Audi V8
In 1988 bracht Audi een Audi 200 uit met een V8-motor. Deze versie werd verkocht als de Audi V8 en gepositioneerd in het topklasse-segment. De Audi V8 werd medio 1994 opgevolgd door de Audi A8.

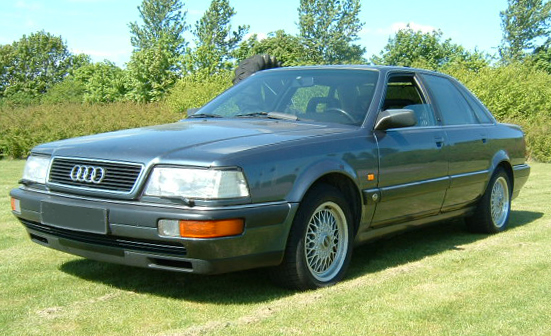
Audi V8 Quattro (1988-1994)
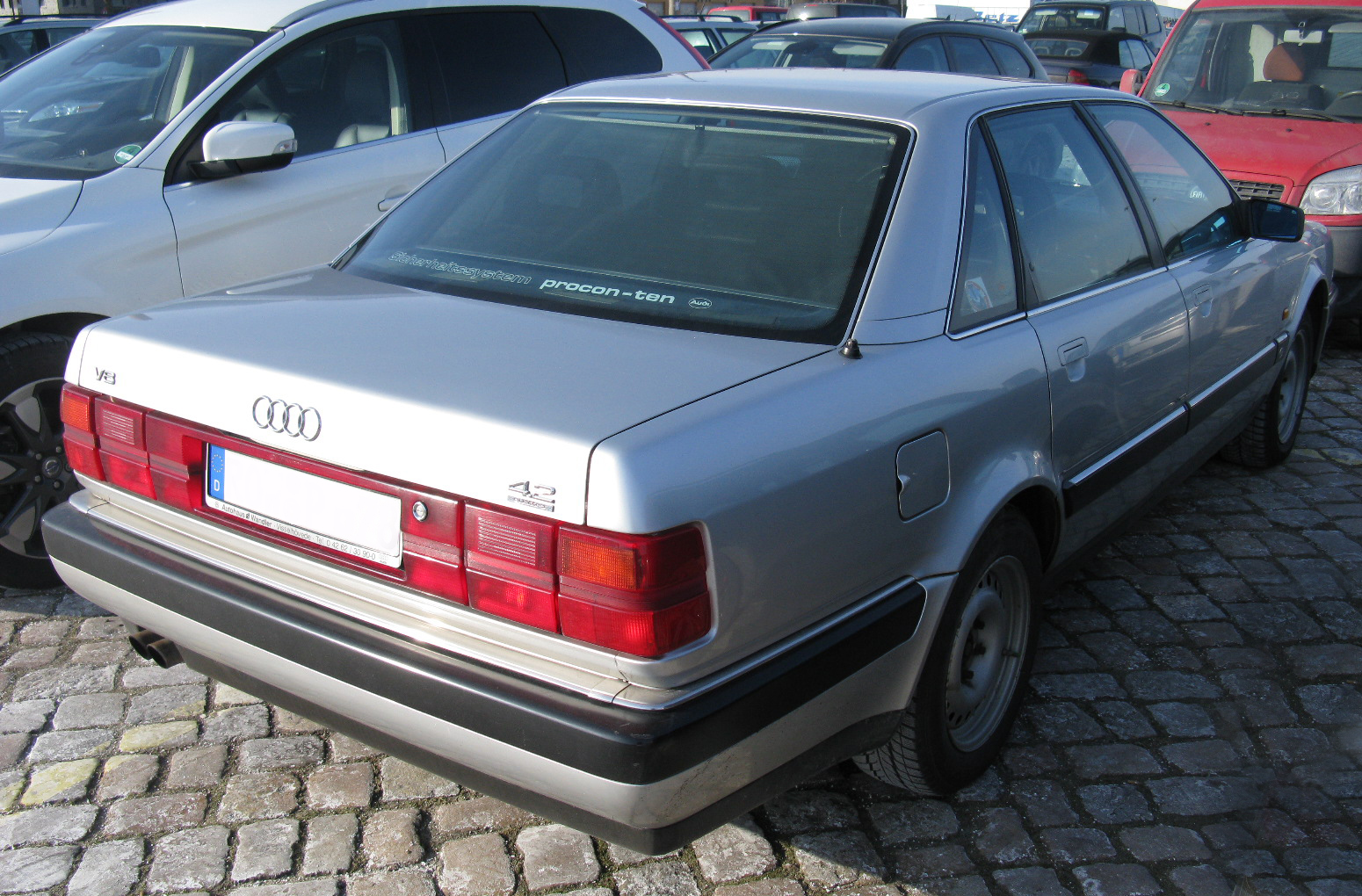
Audi V8 Quattro (1988-1994)

## Motoren
| Type          | Motor     | Motor     | Motor                | Vermogen      | Koppel | Jaartal   |
| Type          | Inhoud    | Cilinders | Brandstofvoorziening | Vermogen      | Koppel | Jaartal   |
| ------------- | --------- | --------- | -------------------- | ------------- | ------ | --------- |
| 1.8           | 1.781 cm³ | 4-in-lijn | carburateur          | 55 kW/75 pk   | 140 Nm | 1982-1987 |
| 1.8           | 1.781 cm³ | 4-in-lijn | carburateur          | 65 kW/88 pk   | 146 Nm | 1986-1990 |
| 1.8           | 1.781 cm³ | 4-in-lijn | injectie             | 66 kW/90 pk   | 142 Nm | 1988-1989 |
| 1.8           | 1.781 cm³ | 4-in-lijn | carburateur          | 66 kW/90 pk   | 145 Nm | 1983-1989 |
| 1.8           | 1.781 cm³ | 4-in-lijn | injectie             | 66 kW/90 pk   | 137 Nm | 1985-1990 |
| 1.9           | 1.921 cm³ | 5-in-lijn | carburator           | 74 kW/100 pk  | 150 Nm | 1982-1984 |
| 2.0           | 1.994 cm³ | 5-in-lijn | injectie             | 83 kW/113 pk  | 165 Nm | 1986-1987 |
| 2.0           | 1.994 cm³ | 5-in-lijn | injectie             | 85 kW/115 pk  | 170 Nm | 1984-1987 |
| 2.0           | 1.994 cm³ | 5-in-lijn | injectie             | 85 kW/115 pk  | 172 Nm | 1988-1990 |
| 2.1           | 2.144 cm³ | 5-in-lijn | injectie             | 96 kW/131 pk  | 171 Nm | 1982-1984 |
| 2.2 KAT       | 2.226 cm³ | 5-in-lijn | injectie             | 85 kW/115 pk  | 165 Nm | 1984-1986 |
| 2.2 E quattro | 2.226 cm³ | 5-in-lijn | injectie             | 88 kW/120 pk  | 172 Nm | 1988-1990 |
| 2.2 (quattro) | 2.226 cm³ | 5-in-lijn | injectie             | 101 kW/138 pk | 188 Nm | 1984-1990 |
| 2.2 E Turbo   | 2.226 cm³ | 5-in-lijn | injectie             | 121 kW/165 pk | 240 Nm | 1986-1990 |
| 2.3 E         | 2.309 cm³ | 5-in-lijn | injectie             | 100 kW/136 pk | 190 Nm | 1986-1990 |
| 2.3 E         | 2.309 cm³ | 5-in-lijn | injectie             | 98 kW/133 pk  | 186 Nm | 1990      |

| Type    | Motor     | Motor     | Motor                                            | Vermogen     | Koppel | Jaartal   |
| Type    | Inhoud    | Cilinders | Technologie                                      | Vermogen     | Koppel | Jaartal   |
| ------- | --------- | --------- | ------------------------------------------------ | ------------ | ------ | --------- |
| 2.0 D   | 1.986 cm³ | 5-in-lijn | atmosferische diesel                             | 51 kW/69 pk  | 123 Nm | 1982-1988 |
| 2.0 TD  | 1.986 cm³ | 5-in-lijn | turbo diesel                                     | 64 kW/87 pk  | 172 Nm | 1982-1988 |
| 2.0 TD  | 1.986 cm³ | 5-in-lijn | turbo diesel intercooler                         | 74 kW/100 pk | 192 Nm | 1988-1990 |
| 2.4 D   | 2.370 cm³ | 5-in-lijn | atmosferische diesel                             | 60 kW/82 pk  | 164 Nm | 1989-1991 |
| 2.5 TDI | 2.461 cm³ | 5-in-lijn | turbo diesel met directe injectie en intercooler | 88 kW/120 pk | 265 Nm | 1990      |

| Type          | Motor     | Motor     | Motor                | Vermogen      | Opmerkingen        | Jaartal   |
| Type          | Inhoud    | Cilinders | Brandstofvoorziening | Vermogen      | Opmerkingen        | Jaartal   |
| ------------- | --------- | --------- | -------------------- | ------------- | ------------------ | --------- |
| 2.1           | 2.144 cm³ | 5-in-lijn | injectie             | 100 kW/136 pk |                    | 1983-1984 |
| 2.1           | 2.144 cm³ | 5-in-lijn | injectie             | 134 kW/182 pk | turbo              | 1983-1987 |
| 2.2           | 2.226 cm³ | 5-in-lijn | injectie             | 101 kW/138 pk |                    | 1984-1985 |
| 2.2           | 2.226 cm³ | 5-in-lijn | injectie             | 121 kW/165 pk | turbo, catalysator | 1984-1985 |
| 2.2           | 2.226 cm³ | 5-in-lijn | injectie             | 147 kW/200 pk | turbo              | 1988-1990 |
| 2.2 (quattro) | 2.226 cm³ | 5-in-lijn | injectie             | 162 kW/220 pk | turbo              | 1989-1991 |